# Murph Harrold
Murph Harrold (fl. XX secolo) è stato un giocatore di poker statunitense.
Nel 1984 è stato inserito nel Poker Hall of Fame.
Harrold è considerato uno dei più grandi giocatori di ogni epoca nel Deuce to Seven, una variante del poker conosciuta anche come "Kansas City lowball".